# جورجيا دول
جورجيا دول (بالألمانية: Georgia Doll)‏ هي كاتِبة ومؤلفة ومخرجة وشاعرة وممثلة نمساوية، ولدت في 2 يوليو 1980 في فيينا في النمسا.